# Médecine traditionnelle mongole

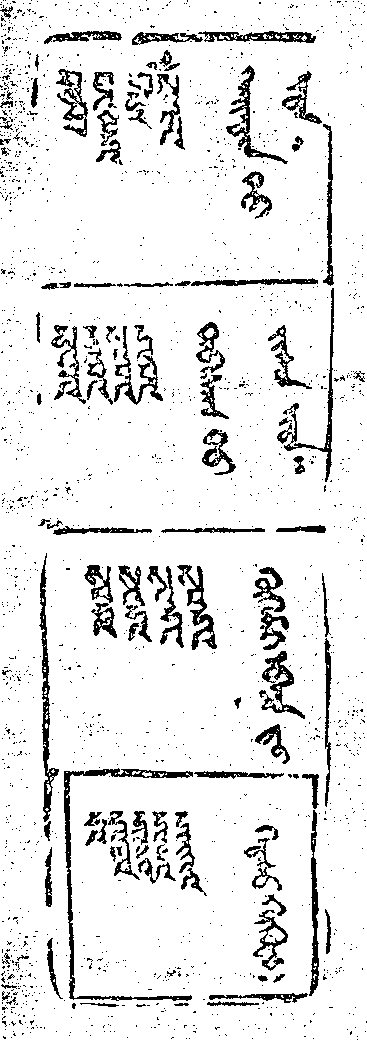

La médecine mongole traditionnelle est une médecine traditionnelle qui s'est développée depuis de nombreuses années parmi les Mongols. De nombreux médecins mongols (emchis, mongol эмч, emč) sont devenus si éminents qu'ils sont devenus très connus au Tibet et en Chine.

## Histoire
Les Mongols ont développé un système médical selon leurs propres culture et croyance. La médecine mongole traditionnelle est devenue célèbre, et certains dalaï-lamas comptaient des emchis parmi leurs médecins personnels.
En Chine, les empereurs mandchous utilisaient des emchis, à qui étaient réputés être habiles en diagnostic, examinant les fèces, l'urine et les pouls pour porter un diagnostic.
Aujourd'hui, la Mongolie est un des rares pays à soutenir officiellement son système de médecine traditionnelle. Cependant, la Mongolie-Intérieure, administrée par la République populaire de Chine, ne soutient pas la médecine mongole traditionnelle, et a même emprisonné des personnes qui la pratiquaient.
En 2001, Batzangaa, un Mongol de nationalité chinoise, a créé l’Ordos Mongol-Tibetan Medical School à Ordos en Mongolie-intérieure. L'école a formé plus de 1 000 étudiants mongols qui ont commencé à pratiquer la médecine mongole, offrant à un prix abordable, parfois même gratuitement, un traitement médical pour les communautés rurales pauvres. Il a ensuite créé un hôpital affilié.
Le 3 octobre 2009, Batzangaa, sa femme et sa fille de 9 ans ont été arrêtés par la police chinoise à Oulan-Bator, en Mongolie, alors qu’ils s’apprêtaient à entrer dans une agence de l’ONU pour les réfugiés. Batzangaa a été déporté en Chine et emprisonné dans la prison de Mongolie intérieure N ° 4.

## Thérapies

### Minéraux
La littérature médicale mongole mentionne l'utilisation de minéraux en médecine, principalement sous la forme de métaux ou de pierres réduites en poudre.

### Herbes
Les herbes étaient le fer de lance de la médecine mongole; d'après la légende, toutes les plantes pourraient être utilisées en tant que médicament.

### Moxibustion
La tradition mongole de la moxibustion (bruler de l'armoise sur des points d'acupuncture) a été développée en Mongolie, puis ajoutée a posteriori dans la médecine tibétaine traditionnelle.

### Eau
Un des aspects usuels de la médecine mongole est l'utilisation de l'eau comme remède. L'eau était collectée à partir d'une source quelconque, incluant la mer, et stockée pendant des années avant d'être prête à l'emploi. Les acidités ou les autres maux d'estomacs étaient décrits comme traitables par le biais de ce type de médecine.

## Relations avec la médecine tibétaine
Selon Xi Haiming, président du Parti du peuple de Mongolie intérieure, « il n'y a pas vraiment de différence entre la médecine tibétaine et la médecine mongole ».